# Kescherspinnen
Die Kescher- oder Ogerspinnen (Deinopidae) bilden eine Familie innerhalb der Ordnung der Webspinnen (Araneae). Die Familie ist in vielen wärmeren Teilen der Welt vertreten und ihre Arten bewohnen mehrheitlich niedrige Vegetation. Charakteristisch ist für diese mittel- bis großen Echten Webspinnen (Araneomorphae) das markante langgestreckte Erscheinungsbild mitsamt den Höckern auf dem Opisthosoma (Merkmale) und insbesondere bei einigen Vertretern, wie denen der Gattung Deinopis, die stark vergrößerten posterioren (hinteren) medianen (mittleren) Augen.
Auch einzigartig für Kescherspinnen ist die spezielle Jagdweise mittels eines zwischen den vorderen Beinen gespannten Fangnetzes, das auf ein Beutetier geworfen wird und dieses dadurch fängt. Aus dieser Jagdmethode leitet sich einer der Trivialnamen der Familie ab. Beutetiere werden mittels der sehr leistungsstarken Augen wahrgenommen. Am Tag verweilen die nachtaktiven Spinnen reglos und imitieren als Tarnung Geäst, was der entsprechende Körperbau ermöglicht.

## Merkmale

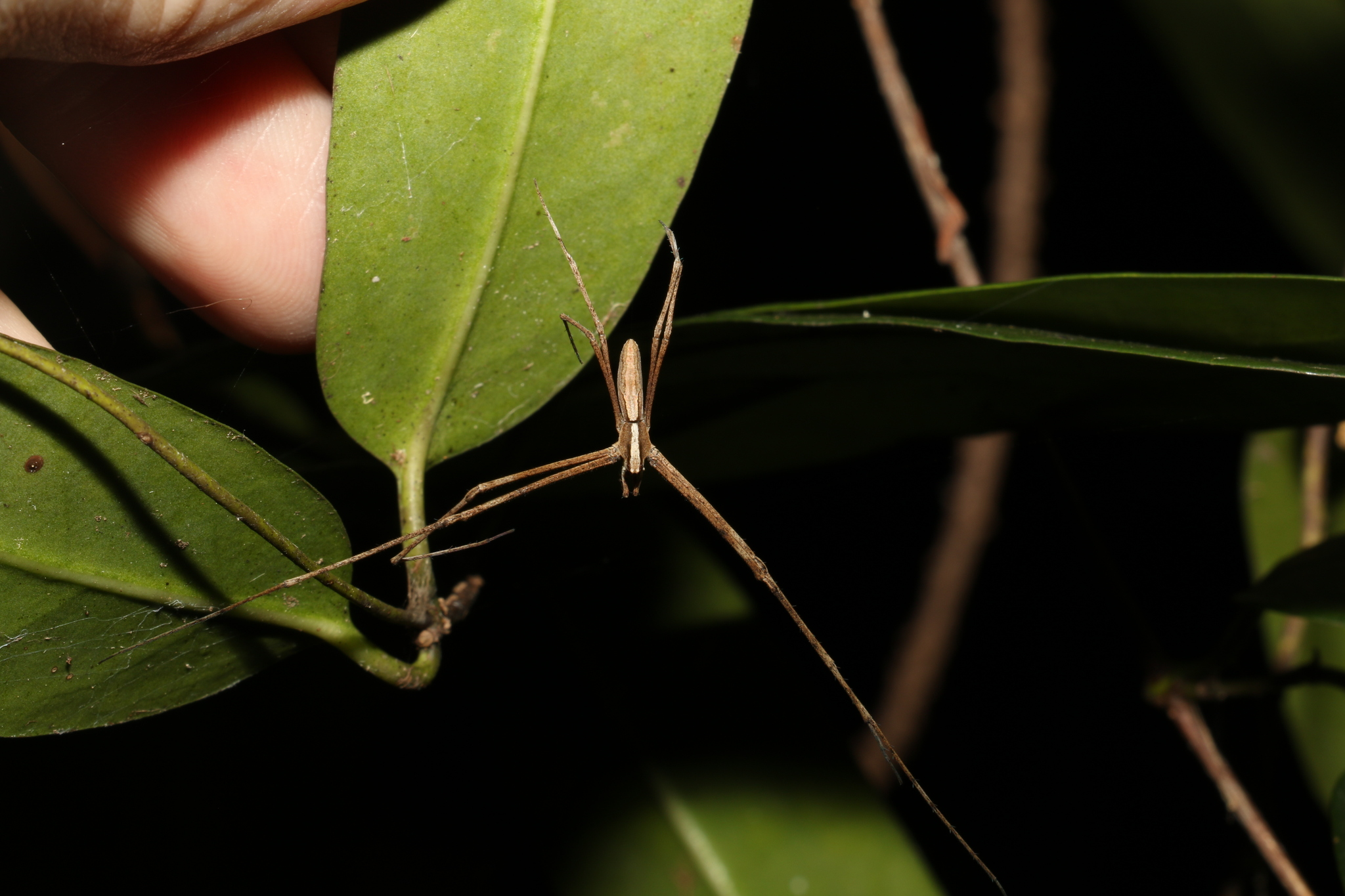
Männliche Kescherspinne

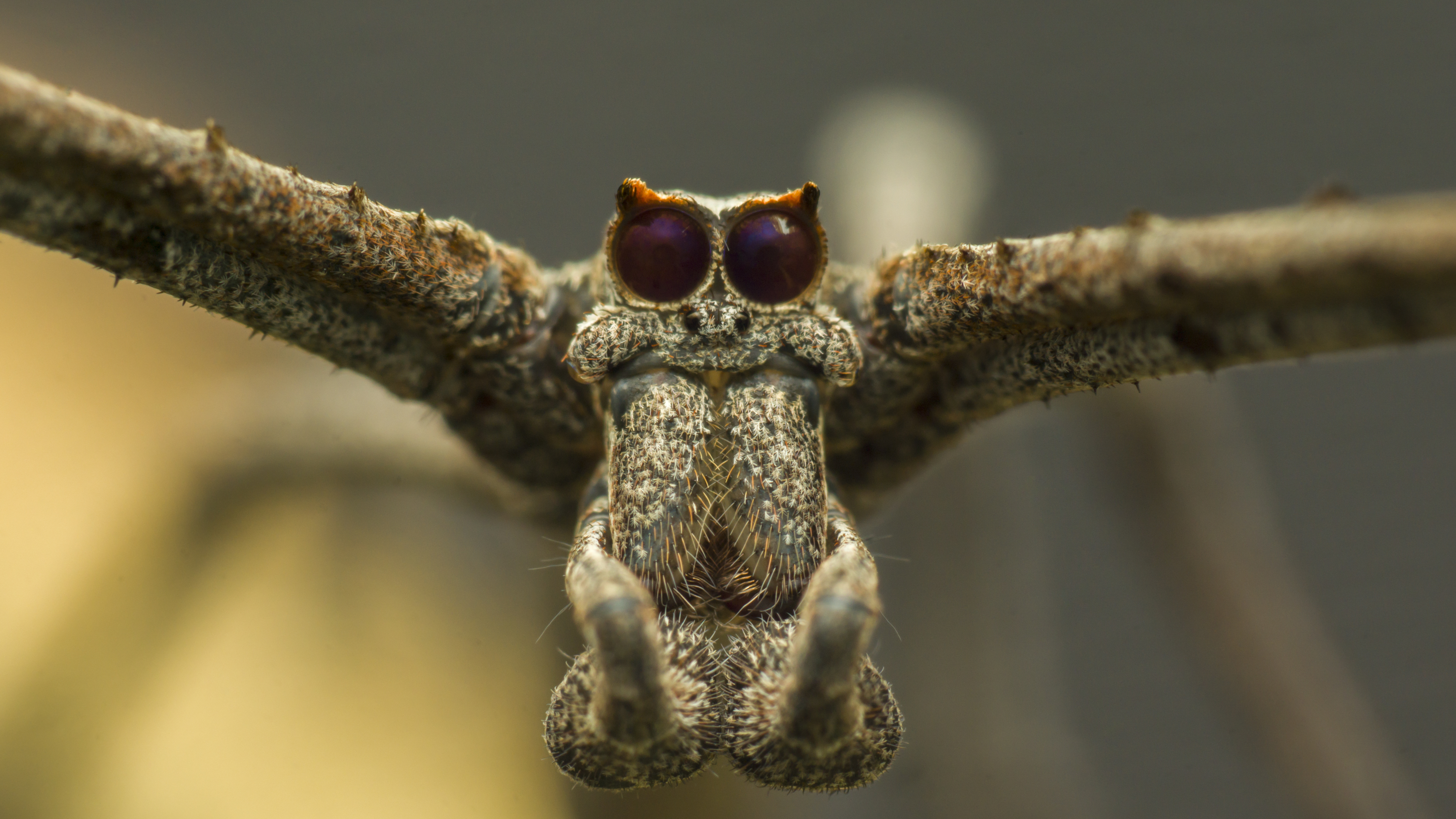
Frontale Detailansicht einer männlichen Kescherspinne mit gut erkennbaren Augen, Cheliceren und Bulbi. Das monströse Erscheinungsbild mit den riesigen Augen inspirierte die Benennung nach Ogern.

Kescherspinnen erreichen je nach Art und Geschlecht eine Körperlänge von sechs bis 20 Millimetern und sind somit mittel- bis große Echte Webspinnen (Araneomorphae). Der Körper ist auffällig langgestreckt. Die Färbung setzt sich aus verschiedenen silbrig weißen, bräunlich schwarzen oder olivgrünen Elementen zusammen, wobei die Färbung der Männchen meist dunkler als die der Weibchen ausfällt. Auf dem Opisthosoma (Merkmale) sind manchmal deutliche Punkte oder ein Folium (Blattzeichnung) ausgebildet. Die optische Beschaffenheit der Spinnen dient der Tarnung.
Der Carapax (Rückenschild des Prosomas bzw. Vorderkörpers) ist länger als breit und von annähernd gezähnten und federförmigen Setae (chitinisierte Haare) bedeckt. Die Fovea (an die Muskeln des Saugmagens ansetzende Einkerbung) variiert hinsichtlich ihrer Gestalt von einer flachen Vertiefung bis zu einer ovalen Grube. Die acht Augen sind in drei Reihen angeordnet, von denen die posterior (hinten) medianen (mittleren) auffällig vergrößert sind. Insbesondere bei der Gattung Deinopis sind diese sehr groß. Die anterior (vorne) medianen (mittleren) Augen sind die kleinsten und die anterior lateralen (seitlichen) sitzen auf Tuberkeln (Augenhügeln). Die Klauenglieder der Cheliceren (Kieferklauen) sind bezahnt und lateral ist bei ihnen je eine Condyle (Ausstülpungen an der Basis der Cheliceren) ausgebildet. Das Labium (sklerotisierte bzw. verhärtete Platte zwischen den Maxillae und vor dem Sternum) ist gleich lang wie breit und zusätzlich berandet. Das vergleichsweise lange Sternum (Brustschild des Prosomas) hat eine ovale bis dreieckige Form.
Die Beinformel (absteigende Längenformel der Beinpaare) lautet 1-2-3-4. Das erste Beinpaar ist sehr schmal und lang, es kann dreimal so lang wie der Körper ausfallen. Die Meta- (Fersen-) und Tarsen (Fußglieder) des vierten Beinpaars weisen ventral (unten) Makrosetae auf. An den Beinen befinden sich je drei Tarsalklauen. Die Pedipalpen (umgewandelte Extremitäten im Kopfbereich) der Weibchen sind gänzlich unmodifiziert.
Das ovale Opisthosoma besitzt median einen oder zwei Höcker, deren Größe und Form variiert und bei den Männchen reduziert ist. Außerdem weist das Opisthosoma eine dichte Bedeckung federartiger Setae auf. Zwecks der Atmung sind bei Kescherspinnen zwei Buchlungen ausgebildet und die posterioren Stigmen (Atemöffnungen) des Tracheensystems (verzweigtes Kanalsystem zur Luftversorgung) befinden sich nahe der Spinnwarzen, deren Anzahl bei den Kescherspinnen sechs beträgt, die jeweils paarweise angeordnet sind. Davon ist das anteriore Paar größer als die übrigen und an der Basis deutlich verbreitert. Diese Spinnwarzen weisen mehrere Spinndrüsen der sog. Ausprägung Glandula ampullata major (große Ampullendrüsen) auf. Das posterior mediane und laterale Spinnwarzenpaar besitzt dafür einige Glandulae tubuliformes (cylindrische Drüsen) und die posterior medianen zusätzlich Glandulae ampullata minor (kleine Ampullendrüsen), die dort median angelegt sind. Glandulae aggregatae (baumförmige Drüsen) und Glandulae flagelliformis (flagellenförmige Drüsen) fehlen bei den Vertretern dieser Familie gänzlich. Kescherspinnen zählen zu den cribellaten Spinnen, das schmale Cribellum (Organ zum Herstellen von wollartigen Fangfäden) ist bei ihnen nicht geteilt und ist so breit wie die Basis der Spinnwarzen und das Calamistrum (kammartiges Organ an den Metatarsen des vierten Beinpaares) ist hier uniseriat (einreihig) ausgebildet.

Ansichten weiblicher Kescherspinnen
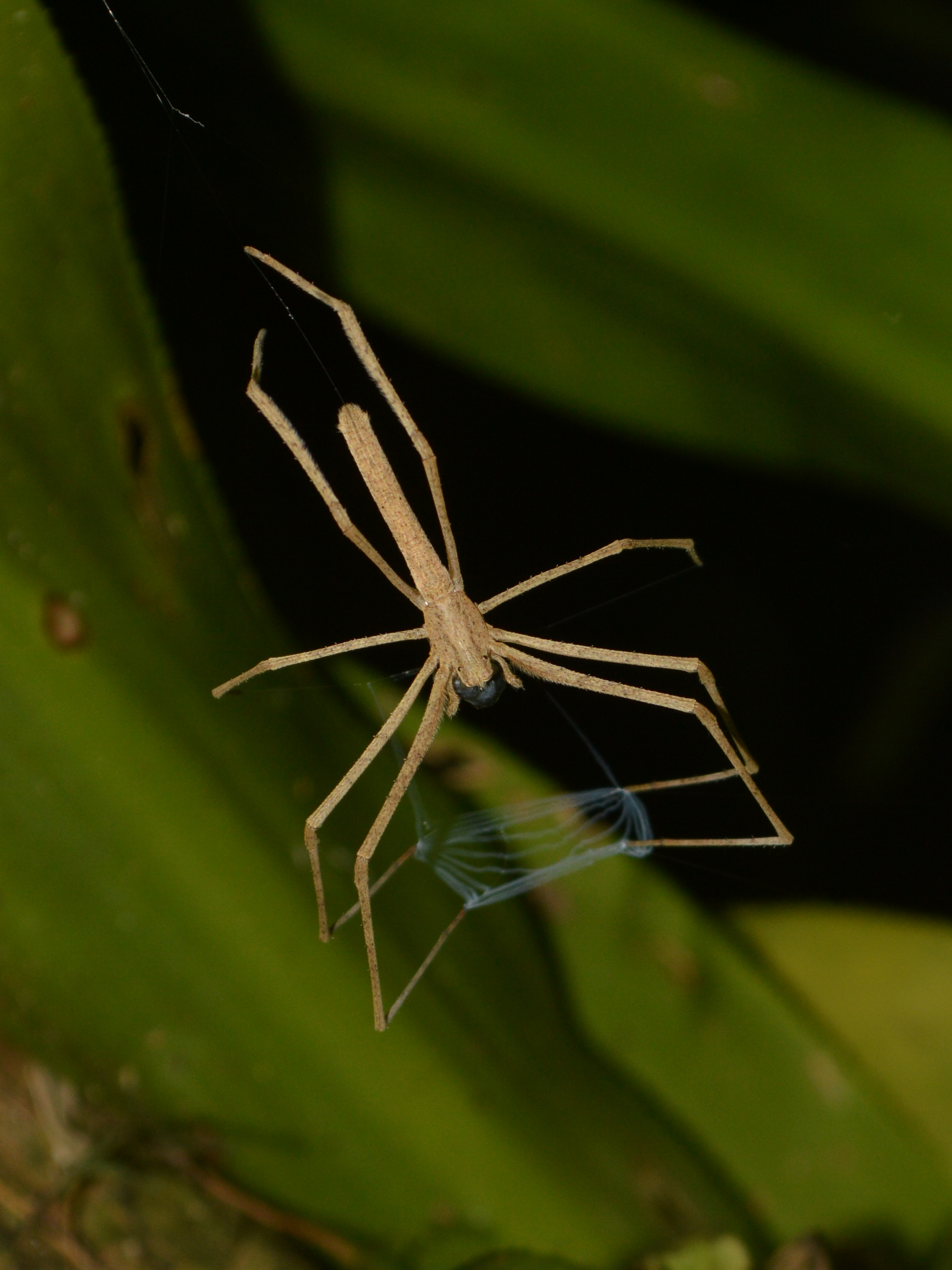
Dorsalansicht
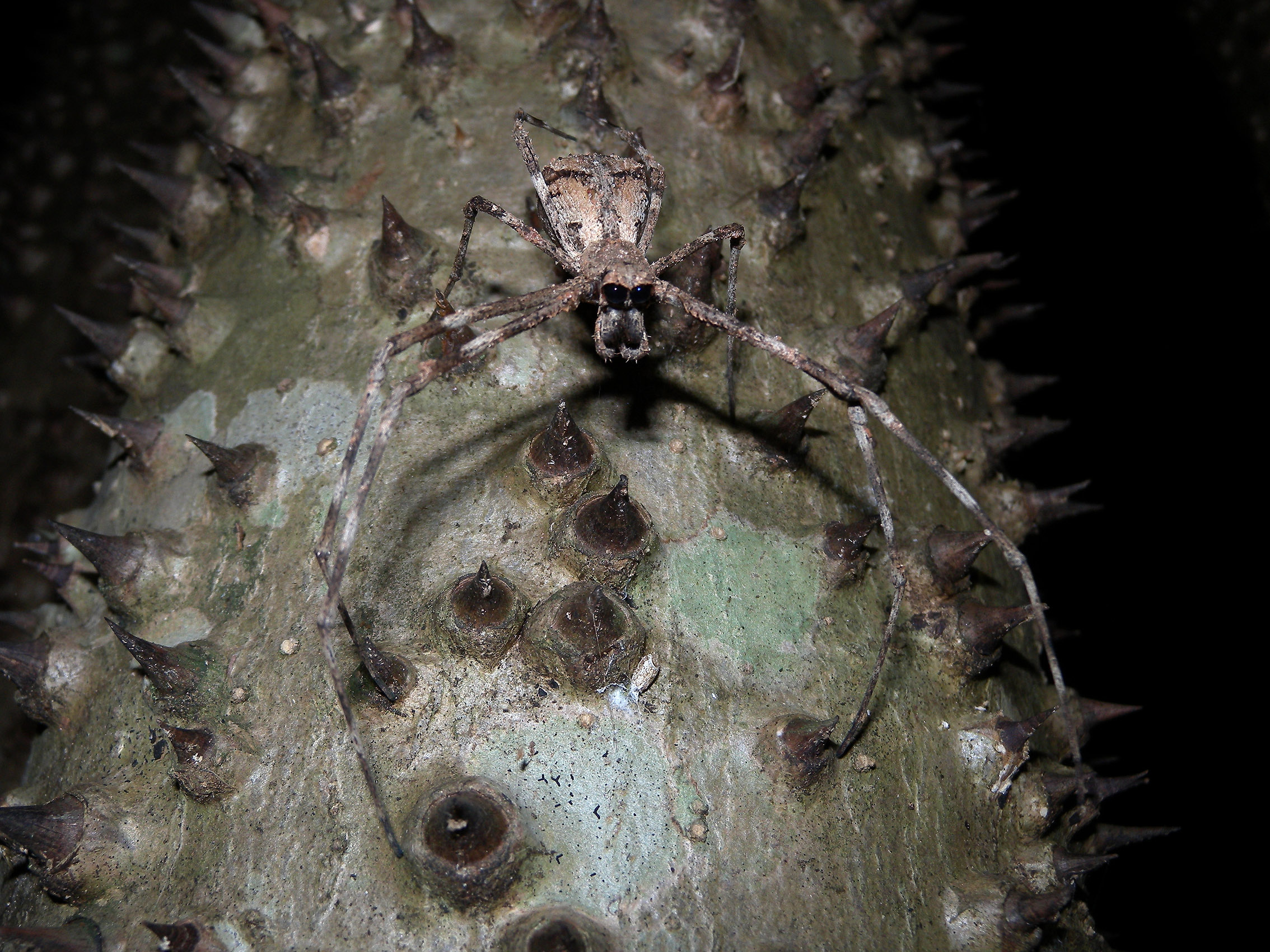
Frontalansicht
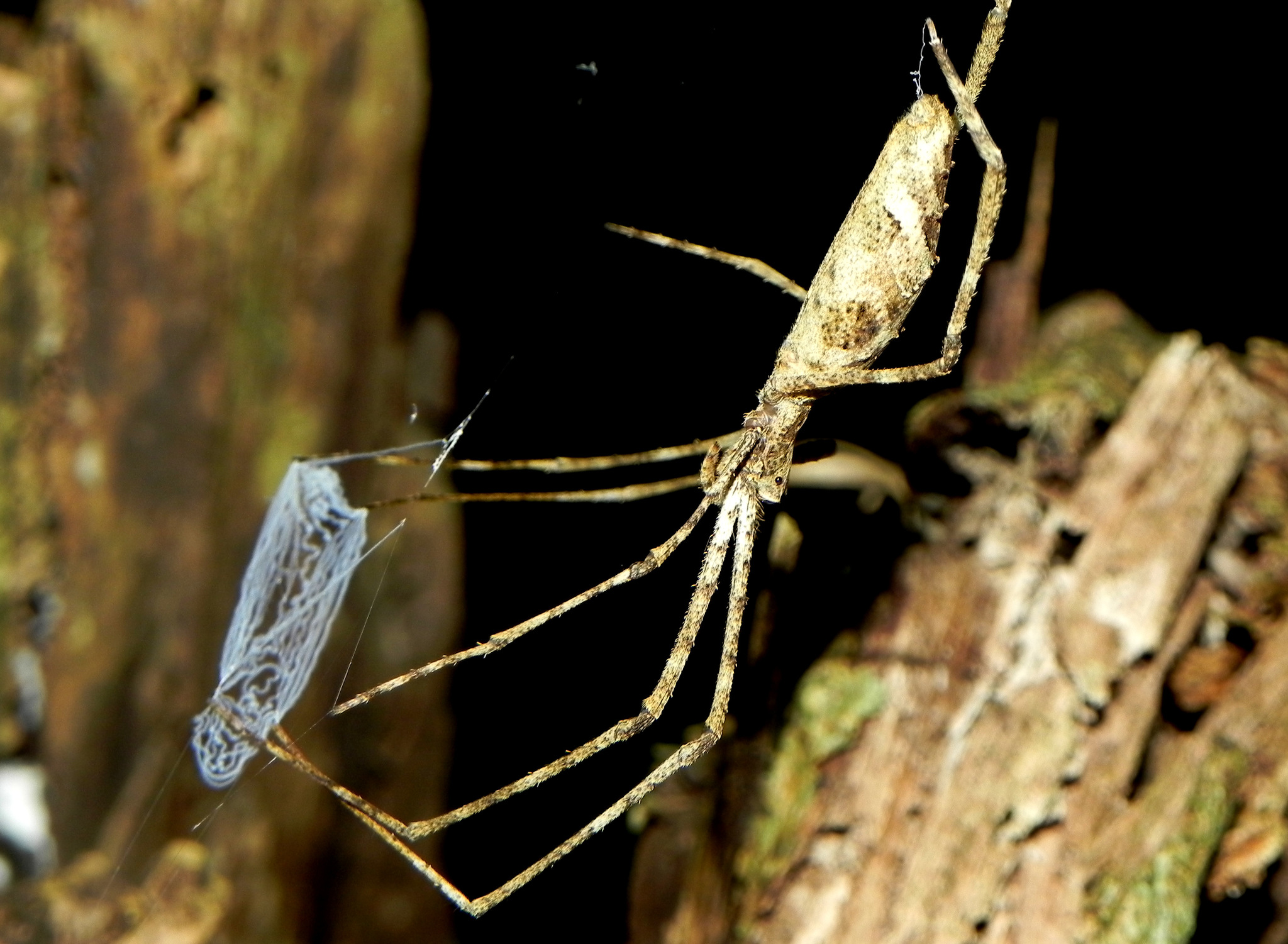
Lateralansicht
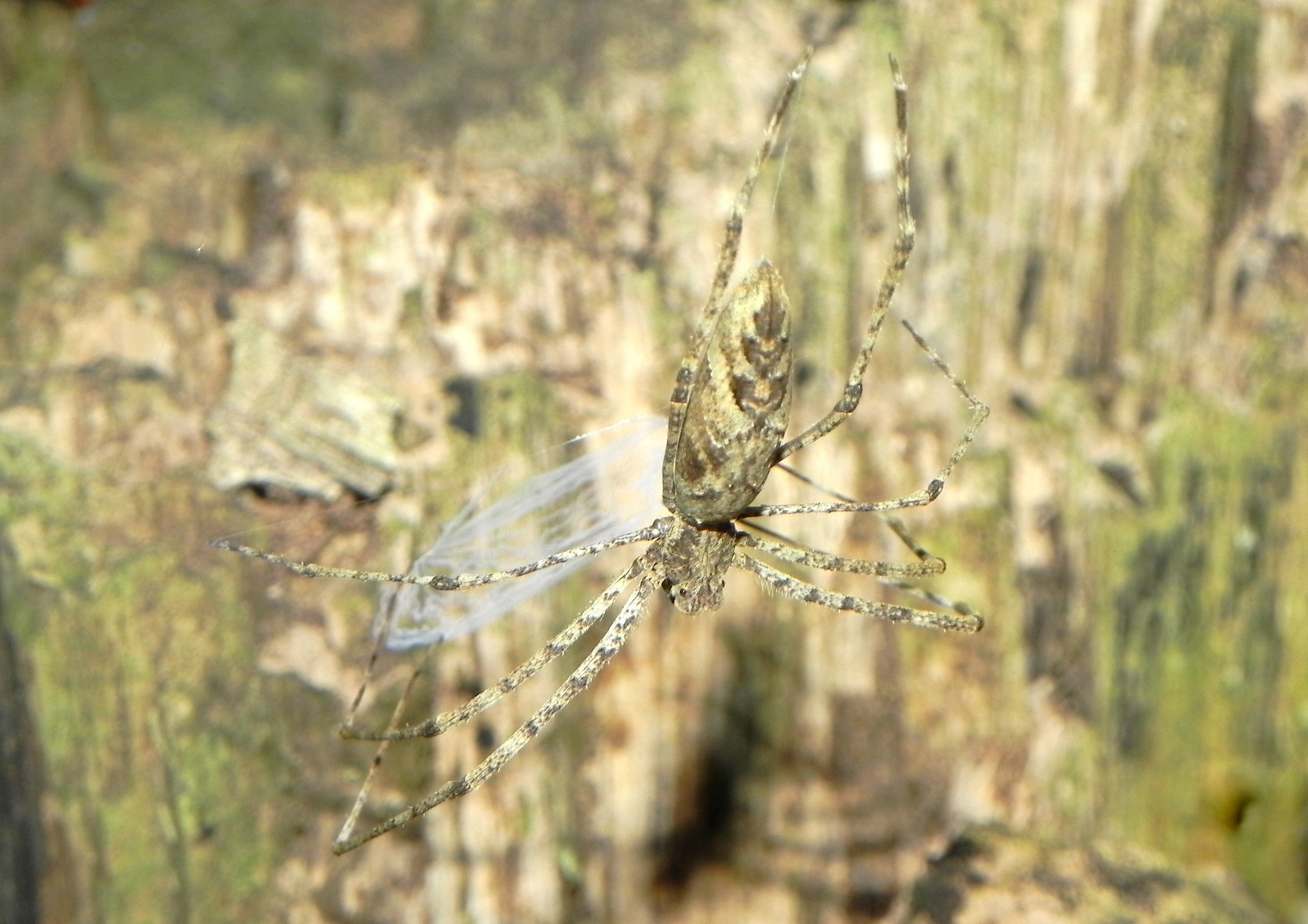
Rückansicht
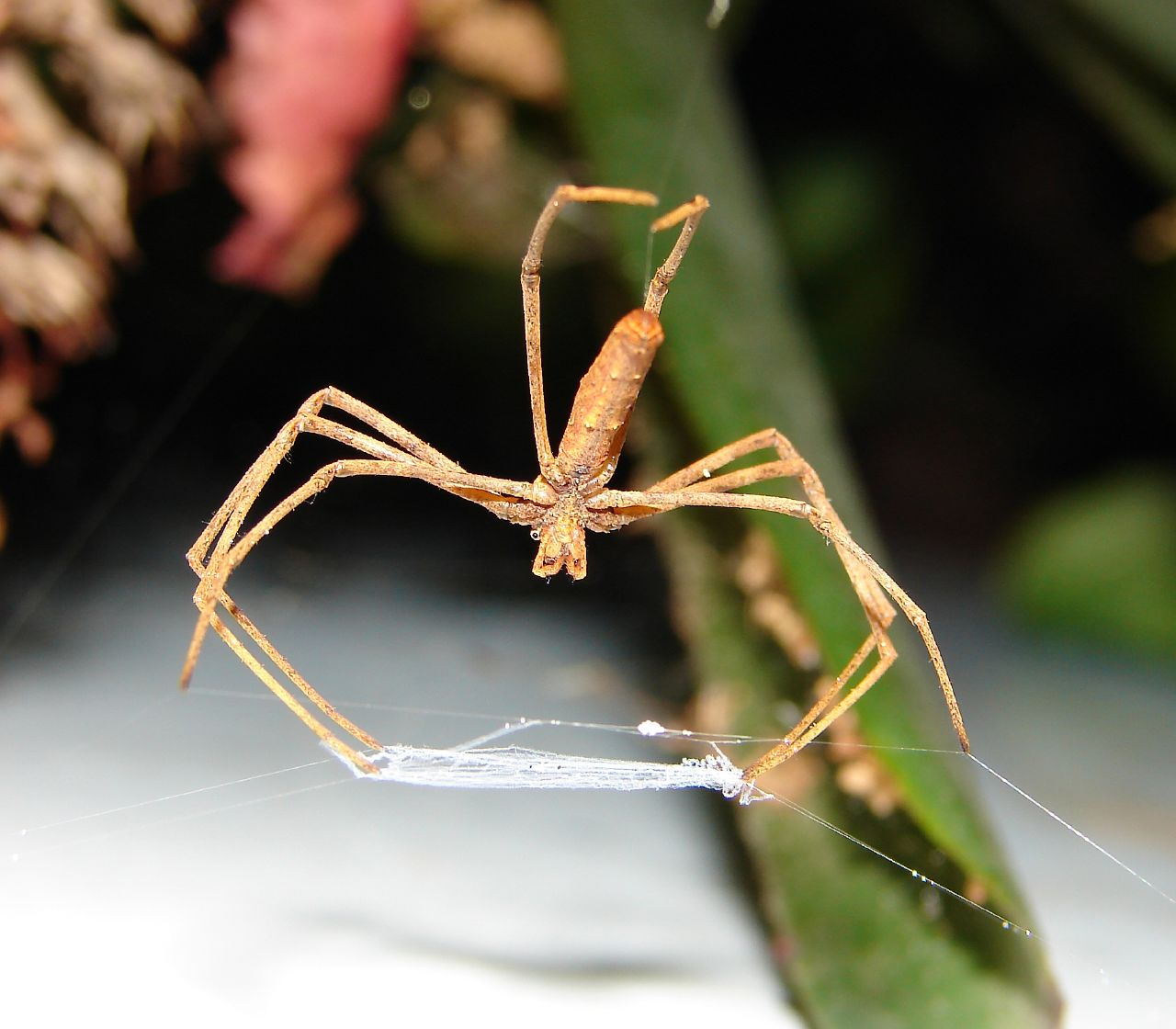
Ventralansicht

Die Pedipalpen männlicher Kescherspinnen besitzen an den Tibien (Schienen) je eine Apophyse (Fortsatz), deren Beschaffenheit von keulenförmig bis zu lang und zylindrisch variieren kann. Der Embolus (drittes und letztes Sklerit bzw. Hartteil) eines Bulbus (männliches Geschlechtsorgan) ist spiralförmig aufgebaut. Die Platte der Epigyne (weibliches Geschlechtsorgan) hat eine annähernd kreisförmige bis dreieckige Form.

## Verbreitung und Lebensräume

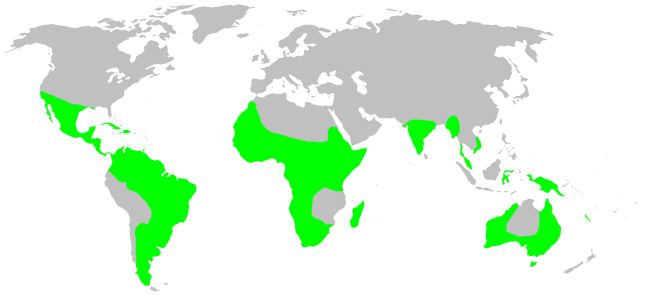
Globale Verbreitung der Kescherspinnen

Die Familie der Kescherspinnen ist in den Tropen und Subtropen in Afrika und in Australien und Neukaledonien verbreitet. Das Habitat (Lebensraum) bildet niedrige Vegetation. Daneben sind die Spinnen in milden Sommernächten auch gerne an Bäumen und Sträuchern in Gartenanlagen anzutreffen.

## Lebensweise

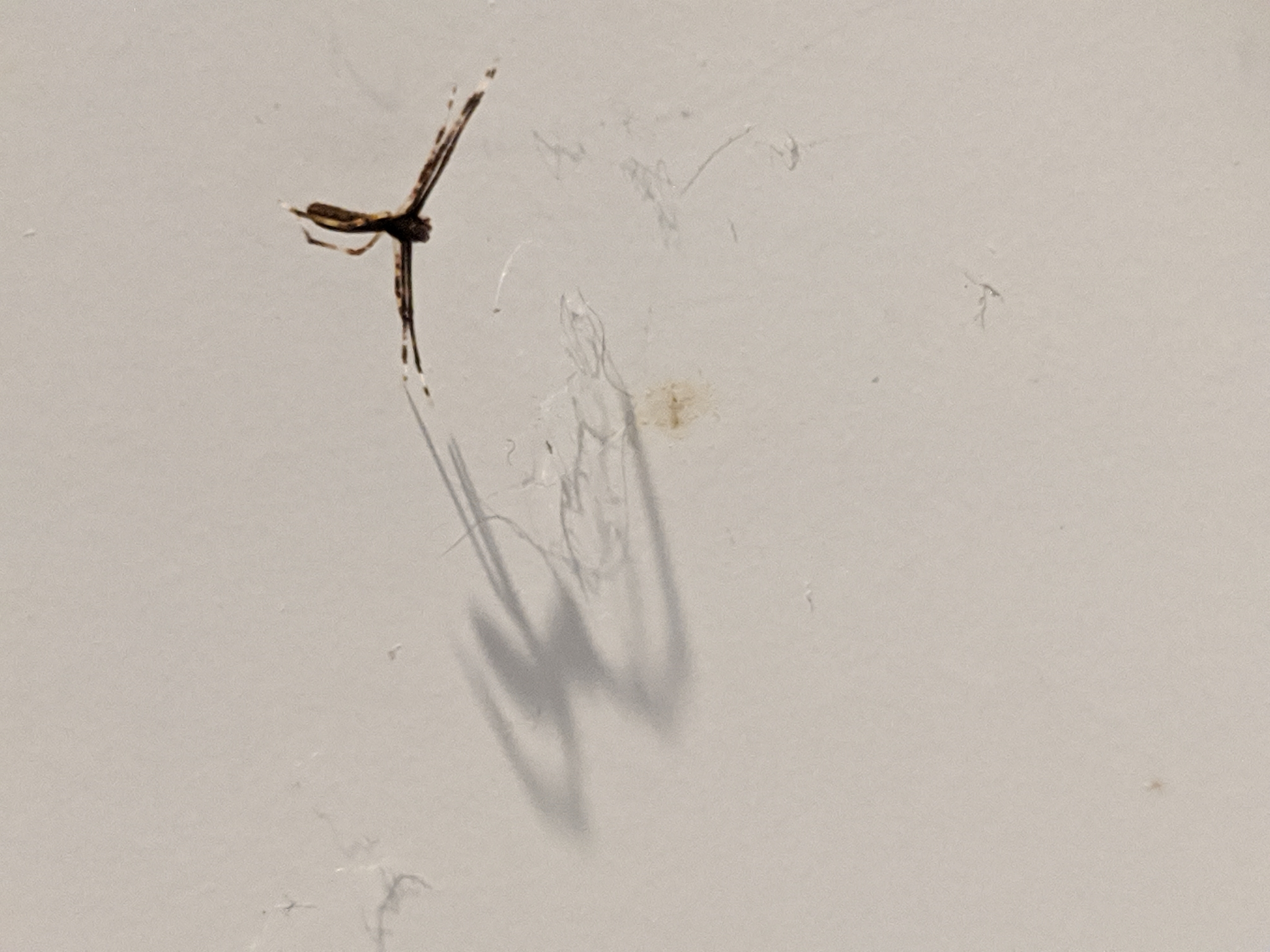
Junge Kescherspinne beim Versuch, am Tag Geäst zu imitieren

Kescherspinnen sind nachtaktiv und verbleiben am Tag zumeist reglos. Dafür positionieren sie die Beine an den Körper und imitieren dadurch Geäst. Sie leben wie alle Spinnen räuberisch und sind für ihre einzigartige Methode des Beutefangs bekannt: Eine Kescherspinne legt ein annähernd viereckiges Fangnetz an, das von ihr offen gehalten wird. Auf Beute wartend wird das dafür gespannte Netz zwischen den vorderen Beinpaaren gehalten. Das Netz wird in Ruhelage von der Spinne kopfüber fixiert, die selber ihren Halt an Stabilisierungsfäden mittels der hinteren Beinpaare und den Spinnwarzen findet. Das Fangnetz besteht aus wolligen Spinnfäden, deren Produktion durch das Cribellum der Kescherspinnen ermöglicht wird. Dadurch nimmt das Netz eine bläuliche Farbe und wolliges Erscheinungsbild an. Die Fäden sind äußerst dehnbar. Um einen Visierpunkt zu schaffen, wird ein Spritzer weißlichen Kots auf dem Untergrund geschaffen, über dem sich die Spinne positioniert hat.
Läuft ein Beutetier über diesen Visierpunkt, wirft die Spinne das gespannte Netz auf dieses hinab, wodurch es immobilisiert wird. Das gefangene Beutetier wird daraufhin mittels eines durch die Cheliceren verabreichten Giftbisses außer Gefecht gesetzt, ehe es verzehrt wird. Auch im Flug befindliche Insekten können auf diese Weise von Kescherspinnen gefangen werden. Bleibt ein Netz unbenutzt, bewahrt die Kescherspinne es gelegentlich für die nächste Jagdzeit auf, indem sie es für die Jagd in der nächsten Nacht an die nahegelegene Vegetation hängt. Alternativ wird es von der Spinne wieder konsumiert. Kescherspinnen erlegen Beutetiere somit als Lauerjäger und ihr Beutespektrum setzt sich aus verschiedenen Gliederfüßern wie Ameisen, Käfern, Grillen und anderen Spinnen zusammen.
Für das Erkennen von Beutetieren nutzen Kescherspinnen ihre sehr gut entwickelten Augen. Dabei ist insbesondere die Leistungsfähigkeit der stark vergrößerten posterior medianen Augen der Gattung Deinopis hervorzuheben, die etwa 2.000-mal so stark wie die des menschlichen Auges oder der Augen von Springspinnen (Salticidae) ist. Diese Augen kommen lediglich nachts zum Einsatz, am Tag wird die Netzhaut abgestoßen. Ab der Abenddämmerung wird die Netzhaut erneuert und die Spinnen erhalten ihre volle Sehfähigkeit zurück. Den Arten der Gattung Menneus fehlt die Eigenschaft stark vergrößerter Augen.

Beutefangverhalten
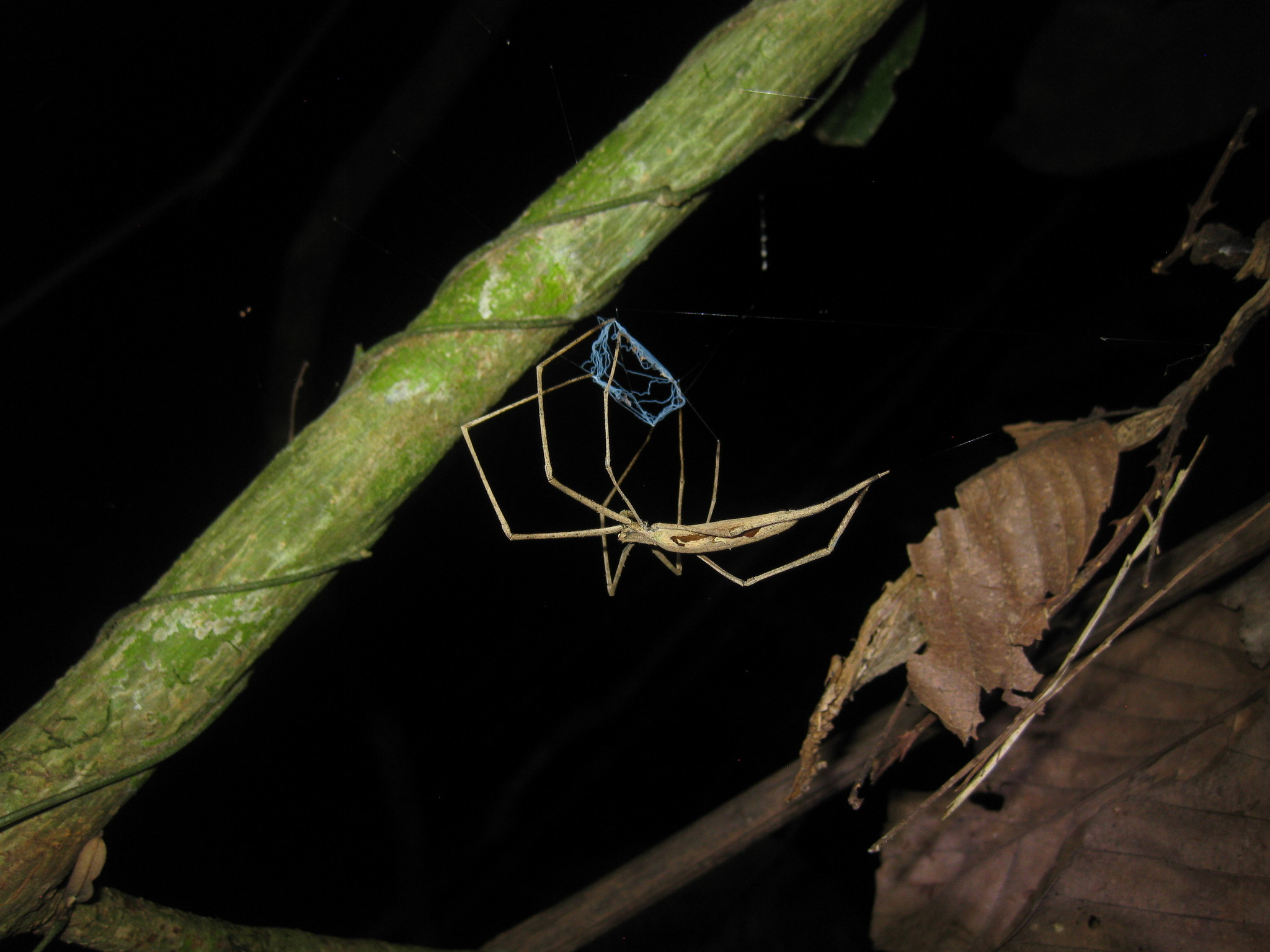
Weibliche Kescherspinne beim Herstellen ihres Fangnetzes
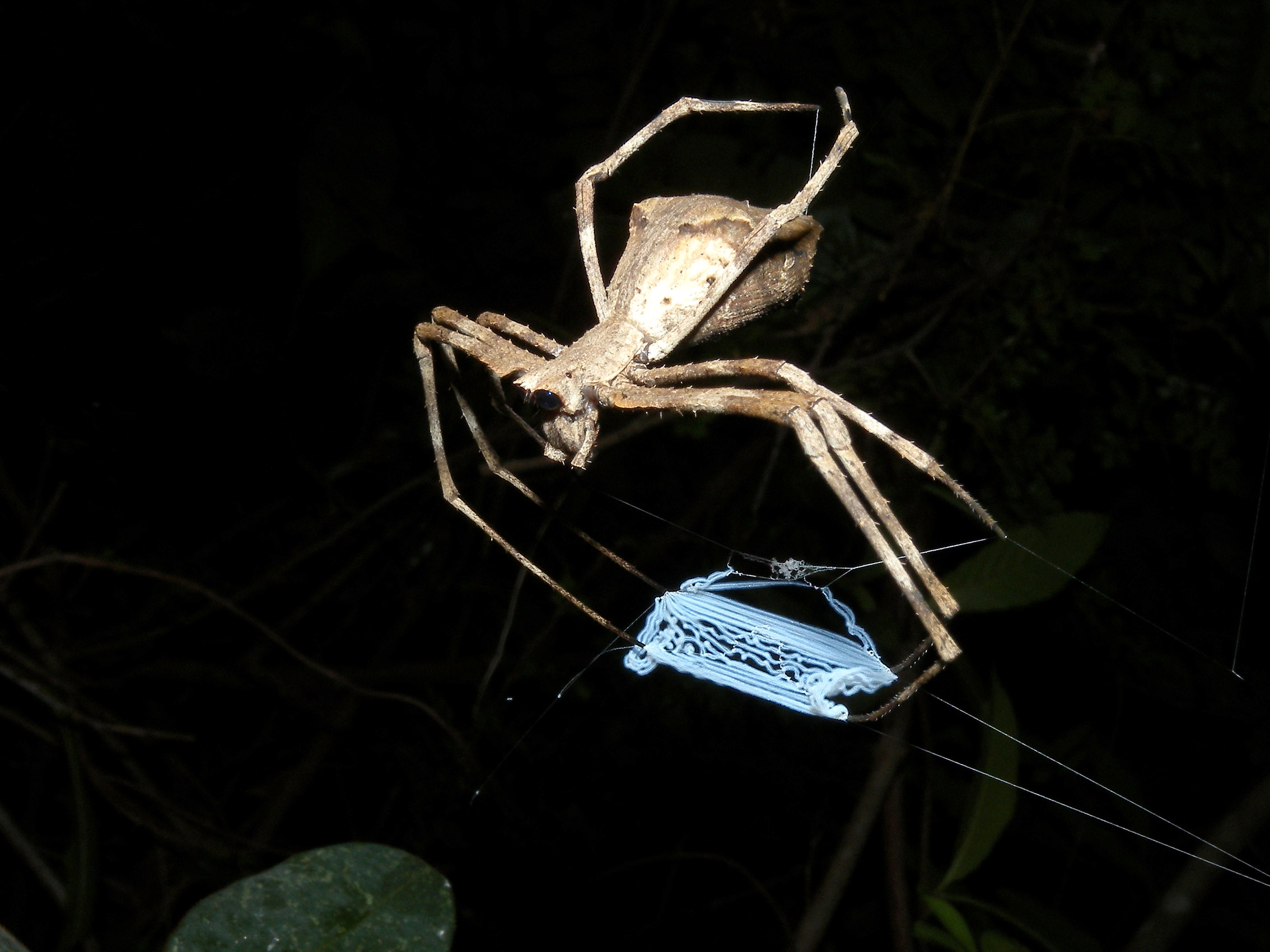
Weibliche Kescherspinne, die mit ihrem gespannten Netz auf Beute lauert
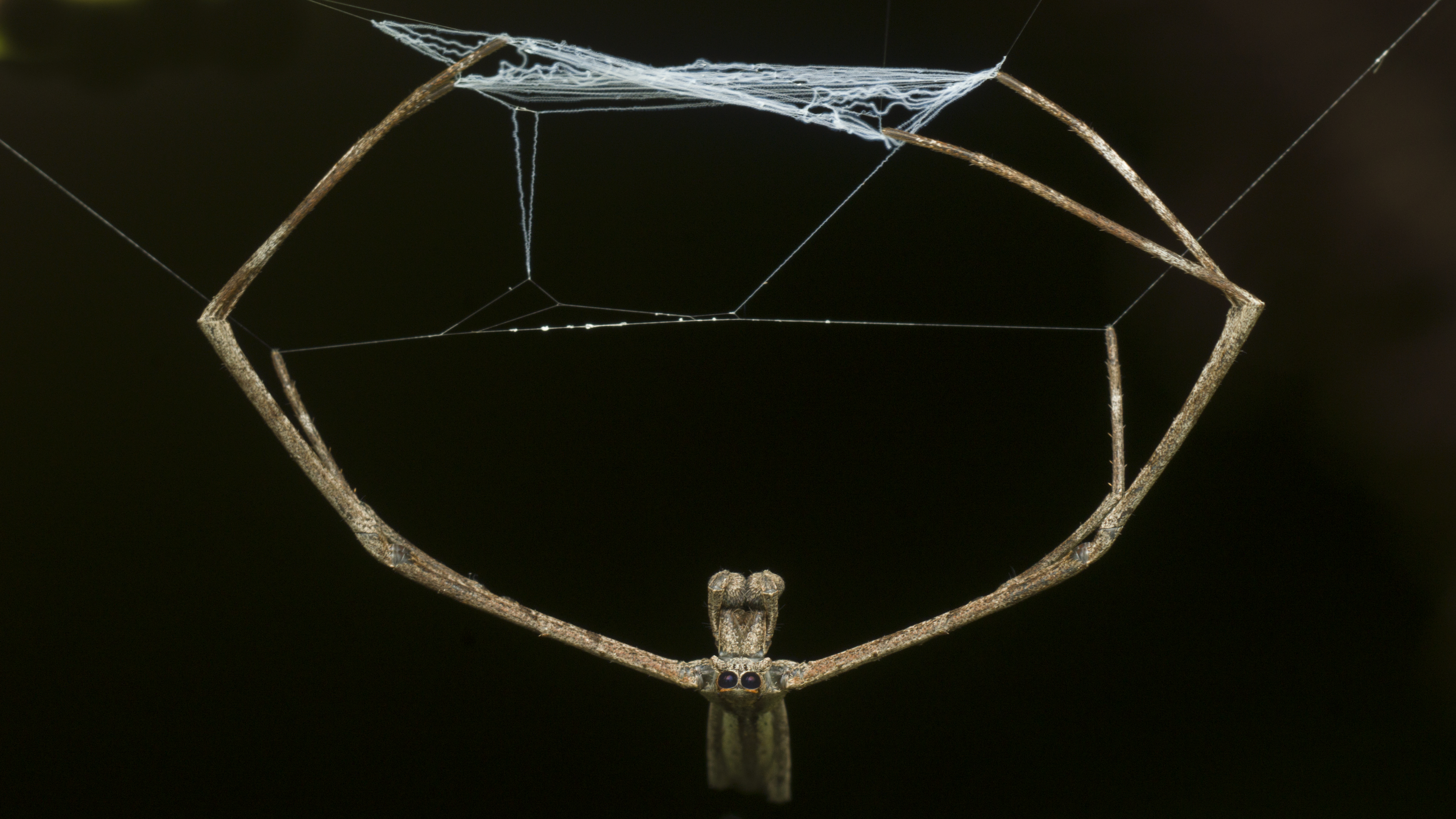
Auf Beute lauernde männliche Kescherspinne frontal mit den hier gut erkennbaren Strukturen des Fangnetzes
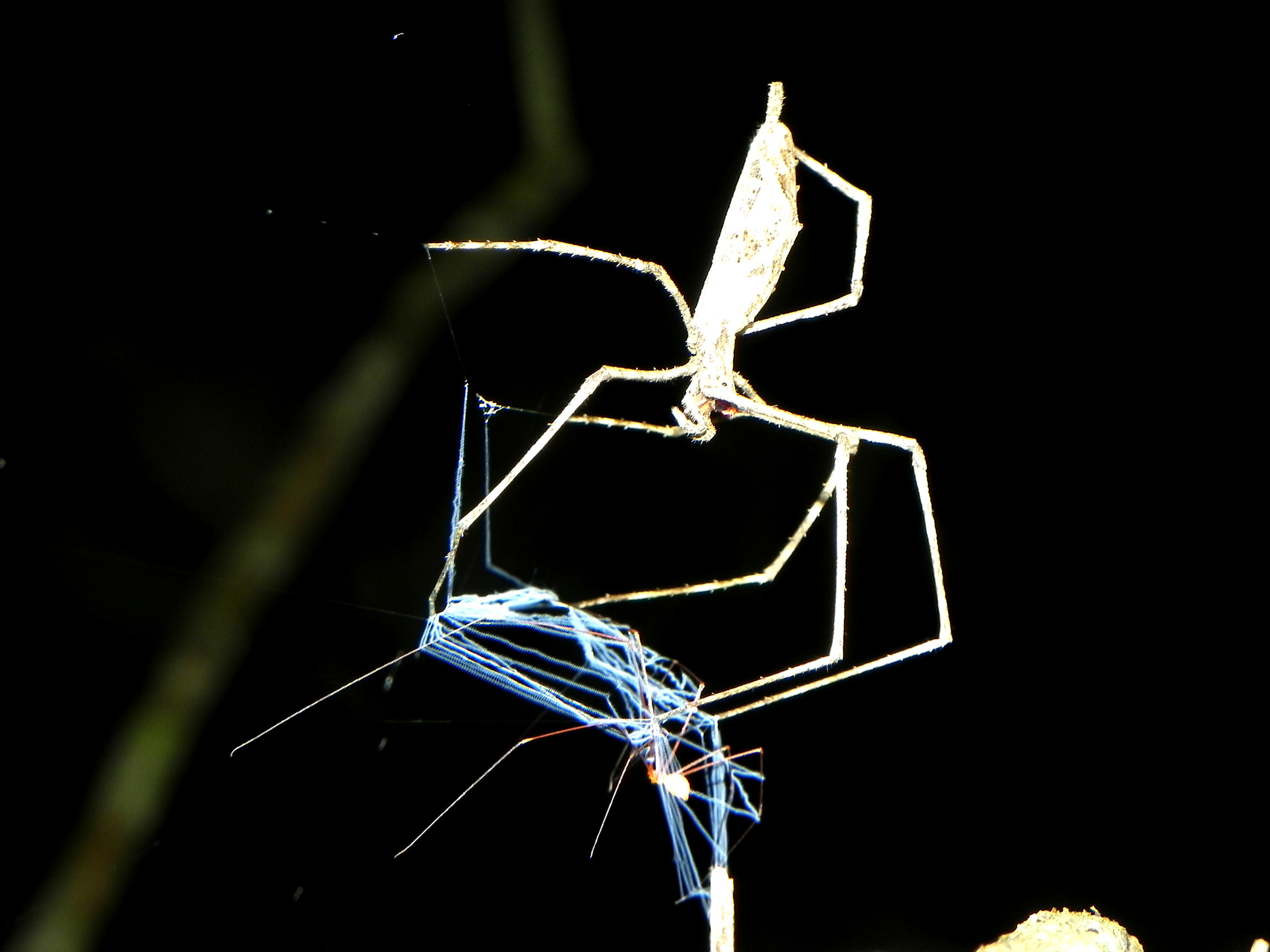
Weibliche Kescherspinne mit einer anderen Spinne als Beute

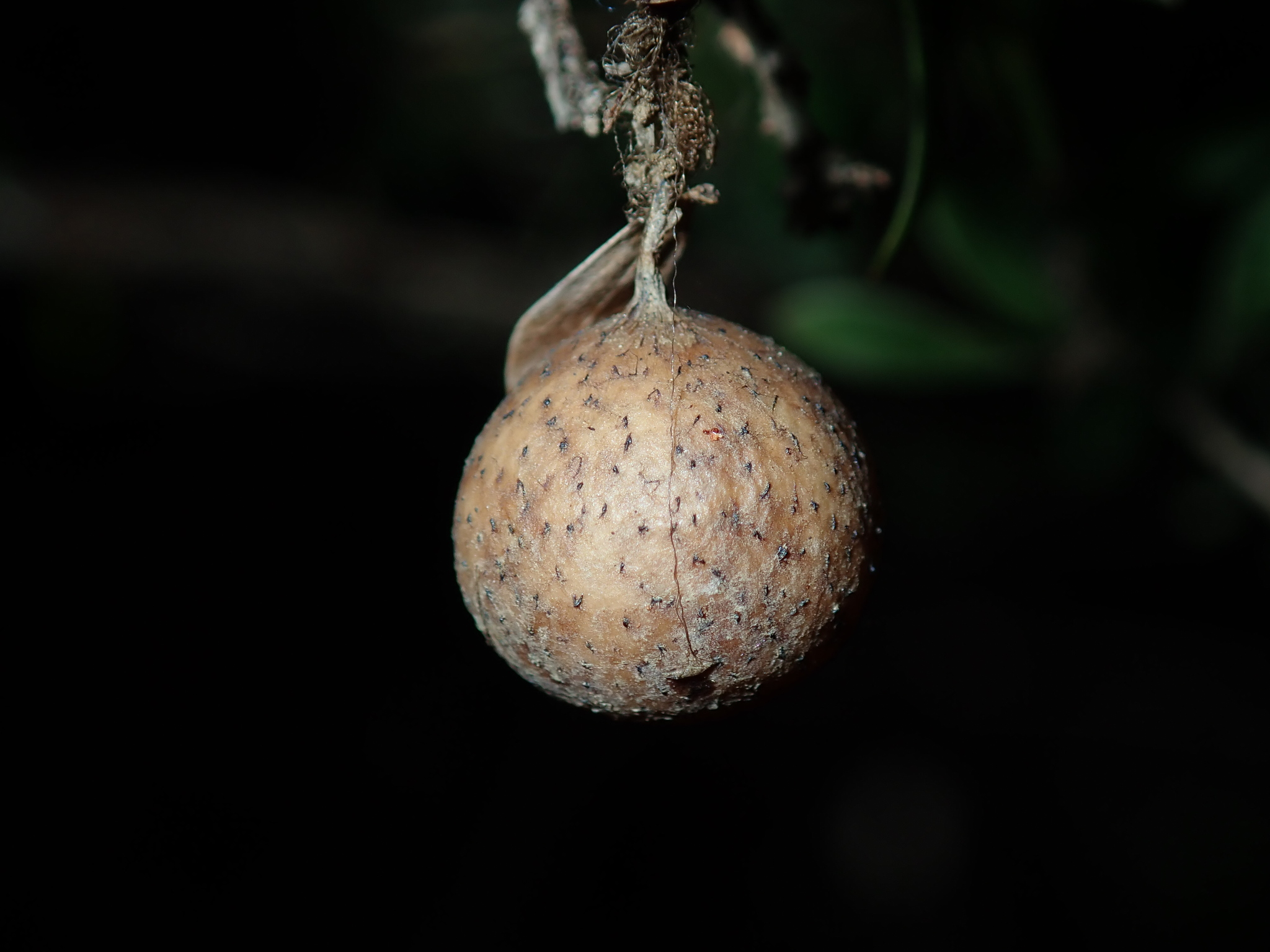
Eikokon einer Kescherspinne

Der Lebenszyklus ist bei einzelnen Vertretern der Familie wie der Großaugenspinne (Asianopis surbrufa) erforscht. Ein einzelner bei den Kescherspinnen bis zu 20-mal aufgewickelter Embolus wird während der Paarung vom Männchen aufgewickelt und dadurch rotierend in die Epigyne des Weibchens eingeführt. Nach der Kopulation fertigt das Weibchen einige Zeit danach mehrere kräftige, kugelige und braun gesprenkelte Eikokons an, die jeweils an einem kurzen Seidenstiel zwischen niedrigem Blattwerk aufgehängt und zusätzlich mit Streuelementen verdeckt und dadurch getarnt werden. Die Jungtiere wachsen bis zum folgenden Sommer heran.

## Systematik
Die Systematik der Kescherspinnen war seit ihrer 1850 von Carl Ludwig Koch durchgeführten Erstbeschreibung eher wenig Änderungen unterworfen. Die Typusgattung der Familie ist Deinopis.
Die Familie der Kescherspinnen umfasst 3 Gattungen mit insgesamt 68 Arten:
- Asianopis Lin & Li, 2020
  - Großaugenspinne (A. subrufa) (L. Koch, 1878)
- Deinopis Macleay, 1839
- Menneus Simon, 1876

2 Gattungen, die zuletzt zu den Kescherspinnen zählten, wurden mit einer anderen innerhalb der Familie synonymisiert und verloren somit ihren Gattungsstatus. Diese einstigen Gattungen sind:
- Avella O. Pickard-Cambridge, 1877 – Synonymisiert mit der Gattung Menneus unter Rainbow, 1911, was 2012 von Coddington, Kuntner & Opell bestätigt wurde.
- Avellopsis Purcell, 1904 – Synonymisiert mit der Gattung Menneus unter Coddington, Kuntner & Opell, 2012.